# Neznělá velární frikativa
Neznělá velární frikativa je souhláska, která se vyskytuje v mnoha jazycích. V mezinárodní fonetické abecedě se označuje symbolem x, číselné označení IPA je 140, ekvivalentním symbolem v SAMPA je x, český přepis je ch.

## Charakteristika
- Způsob artikulace: třená souhláska (frikativa). Vytváří se pomocí úžiny (konstrikce), která se staví do proudu vzduchu, čímž vzniká šum – od toho též označení úžinová souhláska (konstriktiva).
- Místo artikulace: zadopatrová souhláska (velára). Úžina se vytváří mezi hřbetem jazyka a měkkým patrem.
- Znělost: neznělá souhláska – při artikulaci jsou hlasivky v klidu. Znělým protějškem je ɣ.
- Ústní souhláska – vzduch prochází při artikulaci ústní dutinou.
- Středová souhláska – vzduch proudí převážně přes střed jazyka spíše než přes jeho boky.
- Pulmonická egresivní hláska – vzduch je při artikulaci vytlačován z plic.

## V češtině
V češtině se tato hláska zaznamenává písmenem Ch, ch nebo jako alofon písmena H, h.
Spřežka ch je považována za samostatné písmeno, stojící v abecedě mezi /h/ a /i/. Její běžná výslovnost je neznělé /x/, v případě spodoby znělosti se vyslovuje buď jejím znělým protějškem ɣ nebo, zejména na Moravě, jako písmeno H, tedy jako glotální (hlasivkové) [ɦ].
Písmeno H se tedy běžně čte jako znělé [ɦ] tvořené na hlasivkách, ale neznělá varianta výslovnosti je [x] tvořená na měkkém patře, například slovo vrh se vyslovuje [vr̩x].